# Pico del Terril
El pico del Terril es la máxima altitud de la provincia española de Sevilla en Andalucía, con 1129 m s. n. m. Se localiza en la línea límite entre los términos de las localidades de Algámitas y Pruna, en la cumbre del cerro conocido por "El Monigote" que es el más elevado de la Sierra del Tablón. Tiene como vecino al Peñón de Algámitas.
En la Sierra Sur de Sevilla, saliendo de Pruna por la carretera hacia Algámitas, a unos tres kilómetros y medio nos encontramos con la Sierra del Tablón, formación calcárea dividida en dos por el Puerto del Zamorano. A la altura del km 8 de la carretera SE-9225 existe un sendero que permite subir hasta la cima del Terril. En total esta ruta es de unos 8 km y unas 4 horas de duración.
En su cima puede encontrarse un vértice geodésico del Instituto Geográfico Nacional, construido el 11 de junio de 1973.